# Pimenta Bueno Airport
Pimenta Bueno Airport är en flygplats i Brasilien.   Den ligger i kommunen Pimenta Bueno och delstaten Rondônia, i den centrala delen av landet, 1 500 km väster om huvudstaden Brasília. Pimenta Bueno Airport ligger 204 meter över havet.
Terrängen runt Pimenta Bueno Airport är platt. Närmaste större samhälle är Pimenta Bueno, 3,8 km söder om Pimenta Bueno Airport.
Omgivningarna runt Pimenta Bueno Airport är huvudsakligen savann. Runt Pimenta Bueno Airport är det glesbefolkat, med 13 invånare per kvadratkilometer.